# Михајловск (Ставропољска Покрајина)
Михајловск (рус. Михайловск) град је у Русији у Ставропољском крају. Према попису становништва из 2010. у граду је живело 71.018 становника.

## Географија
Површина града износи 21 km².

## Становништво
Према прелиминарним подацима са пописа, у граду је 2010. живело 71.018 становника, 12.865 (22,12%) више него 2002.
| 1939. | 1959.  | 1970.  | 1979.  | 1989.  | 2002.  | 2010.  |
| ----- | ------ | ------ | ------ | ------ | ------ | ------ |
| 8.600 | 12.296 | 21.492 | 32.266 | 42.993 | 58.153 | 70.981 |